# Курасово (Белопольский район)
Курасово (укр. Курасове) — село,
Верхосульский сельский совет,
Белопольский район,
Сумская область,
Украина.
Код КОАТУУ — 5920681403. Население по переписи 2001 года составляло 91 человек .

## Географическое положение
Село Курасово находится на расстоянии в 3,5 км от правого берега реки Сула.
По селу протекает пересыхающий ручей с запрудами.
Примыкает к селу Машары.